# Lamb County
Das Lamb County ist ein County im Bundesstaat Texas der Vereinigten Staaten. Das U.S. Census Bureau hat bei der Volkszählung 2020 eine Einwohnerzahl von 13.045 ermittelt. Der Sitz der County-Verwaltung (County Seat) befindet sich in Littlefield. Das County gehört zu den Dry Countys, was bedeutet, dass der Verkauf von Alkohol eingeschränkt oder verboten ist.

## Geographie
Das County liegt im Nordwesten von Texas, ist im Westen etwa 40 km von der Grenze zu New Mexico entfernt und hat eine Fläche von 2636 Quadratkilometern, wovon 4 Quadratkilometer Wasserfläche sind. Es grenzt im Uhrzeigersinn an folgende Countys: Castro County, Hale County, Hockley County, Bailey County und Parmer County.

## Geschichte
Lamb County wurde am 21. August 1876 aus Teilen des Bexar County gebildet. Die Verwaltungsorganisation wurde am 20. Juni 1908 abgeschlossen. Benannt wurde es nach George A. Lamb (1814–1836), einem Soldaten im texanischen Unabhängigkeitskrieg, der in der Schlacht von San Jacinto fiel.

## Demografische Daten

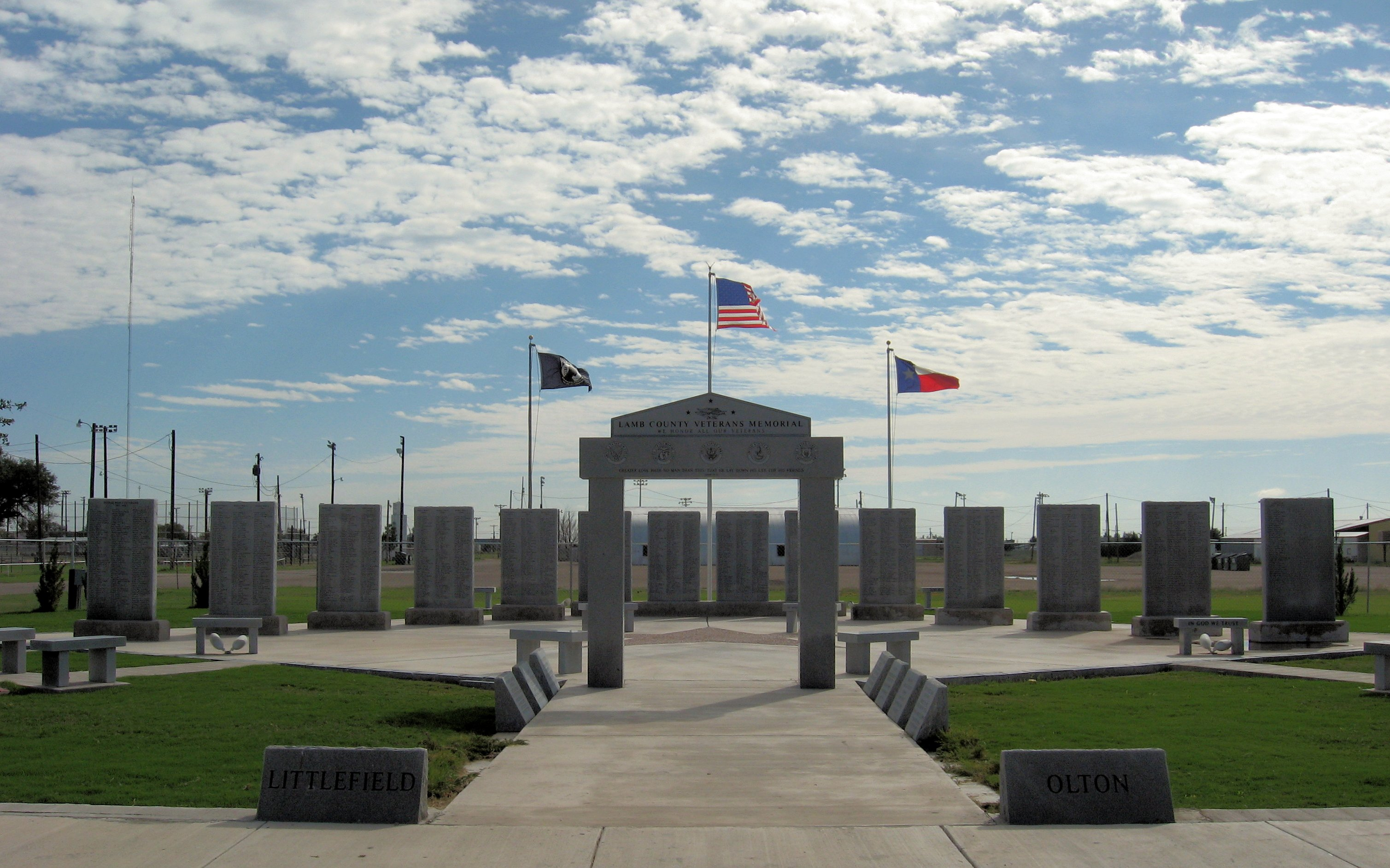
Veteranen-Denkmal

Nach der Volkszählung im Jahr 2000 lebten im Lamb County 14.709 Menschen; es wurden 5.360 Haushalte und 3.993 Familien gezählt. Die Bevölkerungsdichte betrug 6 Einwohner pro Quadratkilometer. Ethnisch betrachtet setzte sich die Bevölkerung zusammen aus 76,10 Prozent Weißen, 4,30 Prozent Afroamerikanern, 0,68 Prozent amerikanischen Ureinwohnern, 0,10 Prozent Asiaten, 0,02 Prozent Bewohnern aus dem pazifischen Inselraum und 16,95 Prozent aus anderen ethnischen Gruppen; 1,86 Prozent stammten von zwei oder mehr Ethnien ab. 43,46 Prozent der Einwohner waren spanischer oder lateinamerikanischer Abstammung.
Von den 5.360 Haushalten hatten 35,4 Prozent Kinder oder Jugendliche, die mit ihnen zusammen lebten. 59,5 Prozent waren verheiratete, zusammenlebende Paare, 10,2 Prozent waren allein erziehende Mütter und 25,5 Prozent waren keine Familien. 23,7 Prozent waren Singlehaushalte und in 12,8 Prozent lebten Menschen im Alter von 65 Jahren oder darüber. Die durchschnittliche Haushaltsgröße betrug 2,69 und die durchschnittliche Familiengröße betrug 3,19 Personen.
29,6 Prozent der Bevölkerung war unter 18 Jahre alt, 8,1 Prozent zwischen 18 und 24, 24,2 Prozent zwischen 25 und 44, 20,8 Prozent zwischen 45 und 64 und 17,3 Prozent waren 65 Jahre alt oder älter. Das Medianalter betrug 36 Jahre. Auf 100 weibliche Personen kamen 94,2 männliche Personen und auf 100 Frauen im Alter von 18 Jahren oder darüber kamen 89,9 Männer.
Das jährliche Durchschnittseinkommen eines Haushalts betrug 27.898 USD, das Durchschnittseinkommen einer Familie betrug 31.833 USD. Männer hatten ein Durchschnittseinkommen von 26.434 USD, Frauen 20.342 USD. Das Prokopfeinkommen betrug 15.169 USD. 18,0 Prozent der Familien und 20,9 Prozent der Einwohner lebten unterhalb der Armutsgrenze.

## Städte und Gemeinden
| - Amherst - Earth - Fieldton | - Goodland - Littlefield | - Olton - Spade | - Springlake - Sudan |